# NGC 2711
NGC 2711 é uma galáxia espiral barrada (SBbc) localizada na direcção da constelação de Cancer. Possui uma declinação de +17° 17' 17" e uma ascensão recta de 8 horas, 57 minutos e 23,5 segundos.
A galáxia NGC 2711 foi descoberta em 28 de Março de 1864 por Albert Marth.